# دة جامي (مقاطعة دالاهو)
دة جامي (بالفارسية: ده جامی) هي قرية تقع في قسم بيونيج الريفي (مقاطعة دالاهو) في إيران. يقدر عدد سكانها بـ 209 نسمة بحسب إحصاء 2016.